# Michael Manley
Michael Norman Manley ONHJ (Saint Andrew, 10 de Dezembro de 1924 — Kingston, 6 de Março de 1997) foi um político jamaicano, quinto primeiro-ministro da Jamaica (1972–1980, 1989–1992).
O segundo filho do premiê da Jamaica, Norman Manley, Michael Manley foi uma figura carismática que se tornou o líder da "Partido Nacional Popular" alguns meses após a morte de seu pai em 1969.